# Associazione Calcio Civitavecchia 1978-1979
Questa pagina raccoglie le informazioni riguardanti l'Associazione Calcio Civitavecchia nelle competizioni ufficiali della stagione 1978-1979.

## Organigramma societario
Area direttiva
- Presidente: Giovanni Fattori
- Segretario: Orazio De Crescenzo

Area tecnica
- Direttore sportivo: Mimmino Boselli
- Allenatore: Roberto Melchiorri, poi Nicola Petrovic

## Rosa
| N. |                   | Ruolo | Calciatore             |
| -- | ----------------- | ----- | ---------------------- |
|    | Italia (bandiera) | A     | Maurizio Amenta        |
|    | Italia (bandiera) | D     | Pasquale Bisceglia     |
|    | Italia (bandiera) | P     | Gian Luca Del Duchetto |
|    | Italia (bandiera) | P     | Luciano De Mango       |
|    | Italia (bandiera) | A     | Stefano Derme          |
|    | Italia (bandiera) | C     | Paolo De Rosas         |
|    | Italia (bandiera) | D     | Marco Fabiani          |
|    | Italia (bandiera) | A     | Pasqualino Fallone     |
|    | Italia (bandiera) | D     | Claudio Fazzini        |
|    | Italia (bandiera) | P     | Gianpaolo Grudina      |

| N. |                   | Ruolo | Calciatore            |
| -- | ----------------- | ----- | --------------------- |
|    | Italia (bandiera) | C     | Nazareno Gufi         |
|    | Italia (bandiera) | C     | Mario Masiello        |
|    | Italia (bandiera) | C     | Antonio Mecorio       |
|    | Italia (bandiera) | D     | Rocco Antonio Parasmo |
|    | Italia (bandiera) | J     | Primo Petronilli      |
|    | Italia (bandiera) | D     | Fabio Peveri (I)      |
|    | Italia (bandiera) | D     | Massimo Peveri (II)   |
|    | Italia (bandiera) | C     | Costantino Recchioni  |
|    | Italia (bandiera) | C     | Amerio Toninelli      |
|    | Italia (bandiera) | A     | Felice Valenti        |

## Risultati

### Campionato

#### Girone di andata
| 1º ottobre 1978 1ª giornata | Massese | 2 – 0 | Civitavecchia |  |

| 8 ottobre 1978 2ª giornata | Civitavecchia | 1 – 0 | Savona |  |

| 15 ottobre 1978 3ª giornata | ALMAS | 1 – 1 | Civitavecchia |  |

| 22 ottobre 1978 4ª giornata | Derthona | 0 – 0 | Civitavecchia |  |

| 29 ottobre 1978 5ª giornata | Civitavecchia | 0 – 0 | Sanremese |  |

| 5 novembre 1978 6ª giornata | Grosseto | 0 – 2 | Civitavecchia |  |

| 12 novembre 1978 7ª giornata | Civitavecchia | 1 – 0 | Sangiovannese |  |

| 19 novembre 1978 8ª giornata | Imperia | 1 – 0 | Civitavecchia |  |

| 26 novembre 1978 9ª giornata | Civitavecchia | 1 – 0 | Montecatini |  |

| 3 dicembre 1978 10ª giornata | Viareggio | 1 – 0 | Civitavecchia |  |

| 10 dicembre 1978 11ª giornata | Civitavecchia | 0 – 0 | Siena |  |

| 17 dicembre 1978 12ª giornata | Civitavecchia | 0 – 0 | Albese |  |

| 30 dicembre 1978 13ª giornata | Prato | 1 – 1 | Civitavecchia |  |

| 7 gennaio 1979 14ª giornata | Carrarese | 3 – 0 | Civitavecchia |  |

| 14 gennaio 1979 15ª giornata | Civitavecchia | 0 – 2 | Cerretese |  |

| 21 gennaio 1979 16ª giornata | Montevarchi | 1 – 1 | Civitavecchia |  |

| 28 gennaio 1979 17ª giornata | Civitavecchia | 2 – 0 | Olbia |  |

#### Girone di ritorno
| 4 febbraio 1979 18ª giornata | Civitavecchia | 0 – 3 | Massese |  |

| 11 febbraio 1979 19ª giornata | Savona | 0 – 0 | Civitavecchia |  |

| 18 febbraio 1979 20ª giornata | Civitavecchia | 3 – 1 | ALMAS |  |

| 25 febbraio 1979 21ª giornata | Civitavecchia | 0 – 0 | Derthona |  |

| 4 marzo 1979 22ª giornata | Sanremese | 3 – 0 | Civitavecchia |  |

| 11 marzo 1979 23ª giornata | Civitavecchia | 1 – 0 | Grosseto |  |

| 25 marzo 1979 24ª giornata | Sangiovannese | 0 – 0 | Civitavecchia |  |

| 1º aprile 1979 25ª giornata | Civitavecchia | 0 – 0 | Imperia |  |

| 8 aprile 1979 26ª giornata | Montecatini | 1 – 1 | Civitavecchia |  |

| 22 aprile 1979 27ª giornata | Civitavecchia | 4 – 1 | Viareggio |  |

| 29 aprile 1979 28ª giornata | Siena | 0 – 1 | Civitavecchia |  |

| 6 maggio 1979 29ª giornata | Albese | 1 – 1 | Civitavecchia |  |

| 13 maggio 1979 30ª giornata | Civitavecchia | 1 – 0 | Prato |  |

| 20 maggio 1979 31ª giornata | Civitavecchia | 1 – 0 | Carrarese |  |

| 27 maggio 1979 32ª giornata | Cerretese | 2 – 0 | Civitavecchia |  |

| 3 giugno 1979 33ª giornata | Civitavecchia | 1 – 1 | Montevarchi |  |

| 9 giugno 1979 34ª giornata | Olbia | 1 – 0 | Civitavecchia |  |